# 갈까부다
"갈까부다"(Wish you were here)는 한국에서 제작된 고봉수 감독의 2019년 다큐멘터리 영화이다. 최은비 등이 주연으로 출연하였다.

## 출연

### 주연
- 최은비
- 고봉수
- 김정기

### 조연
- 고성완
- 이주예
- 주남정
- 최은애
- 구웅서
- 최진욱
- 김명건
- 박상준
- 이경훈

## 기타
- 조감독: 김정기
- 동시녹음: 김정기
- 동시녹음: 고봉수
- 자막번역감수: 신정목
- 배급총괄: 고주환
- 배급지원: 이진주